# Paul Gottschalk (Antiquar)
Paul Gottschalk (geboren  24. Juni 1880 in Berlin; gestorben 23. Februar 1970 in New York City) war ein deutschamerikanischer Buchantiquar.

## Leben
Paul Gottschalk besuchte das Friedrichs-Gymnasium in Berlin und machte nach dem Abitur ab 1899 eine dreijährige Lehre beim Buchantiquariat Asher. Er ging dann nach Frankfurt zur Buchhandlung Joseph Baer & Co. Auf Einkaufsreisen in West- und Südeuropa eignete er sich Sprachkenntnisse an. 1906 unternahm er seine erste Geschäftsreise in die USA und knüpfte dort Geschäftsbeziehungen zu Bibliotheken und privaten Büchersammlern. 1907 machte er sich mit dem „Antiquariat Paul Gottschalk“ Unter den Linden in Berlin selbständig. Bei der nächsten Reise in die USA 1908 traf er  geschäftliche Vereinbarungen mit Donald Wing von der Yale University und  Belle da Costa Greene von der Pierpont Morgan Library. Zwischen 1907 und 1942 brachte er mehr als zehn Kataloge heraus, darunter 1930 einen großformatigen Katalog mit Musikhandschriften. Brahms’ Notenhandschrift der 1. Sinfonie ging durch seine Hände.
Nach der Machtübergabe an die Nationalsozialisten 1933 gelang es ihm 1936, mit einem Großteil seines Bücherlagers nach Den Haag umzuziehen; er zahlte dafür an die Reichsbank 70.000 Mark Reichsfluchtsteuer. Der Börsenverein des deutschen Buchhandels schloss ihn 1936/37 aus und untersagte seinen Mitgliedern den weiteren kaufmännischen Kontakt. Gottschalk half fünfzehn Verwandten bei der Emigration.
Im Jahr 1940 befand sich Gottschalk auf seiner jährlichen Amerikareise, als im Mai des Jahres die deutsche Wehrmacht die Niederlande überfiel. Seinem Neffen und Angestellten Clemens Gottschalk gelang es, sich die nächsten vier Jahre in den Niederlanden zu verbergen. Paul Gottschalk baute in New York ein neues Ladengeschäft auf und spezialisierte sich nach Kriegsende auf europäische Zeitschriften, die er für amerikanische Universitätsbibliotheken besorgte, und auf Autographen.

## Schriften (Auswahl)

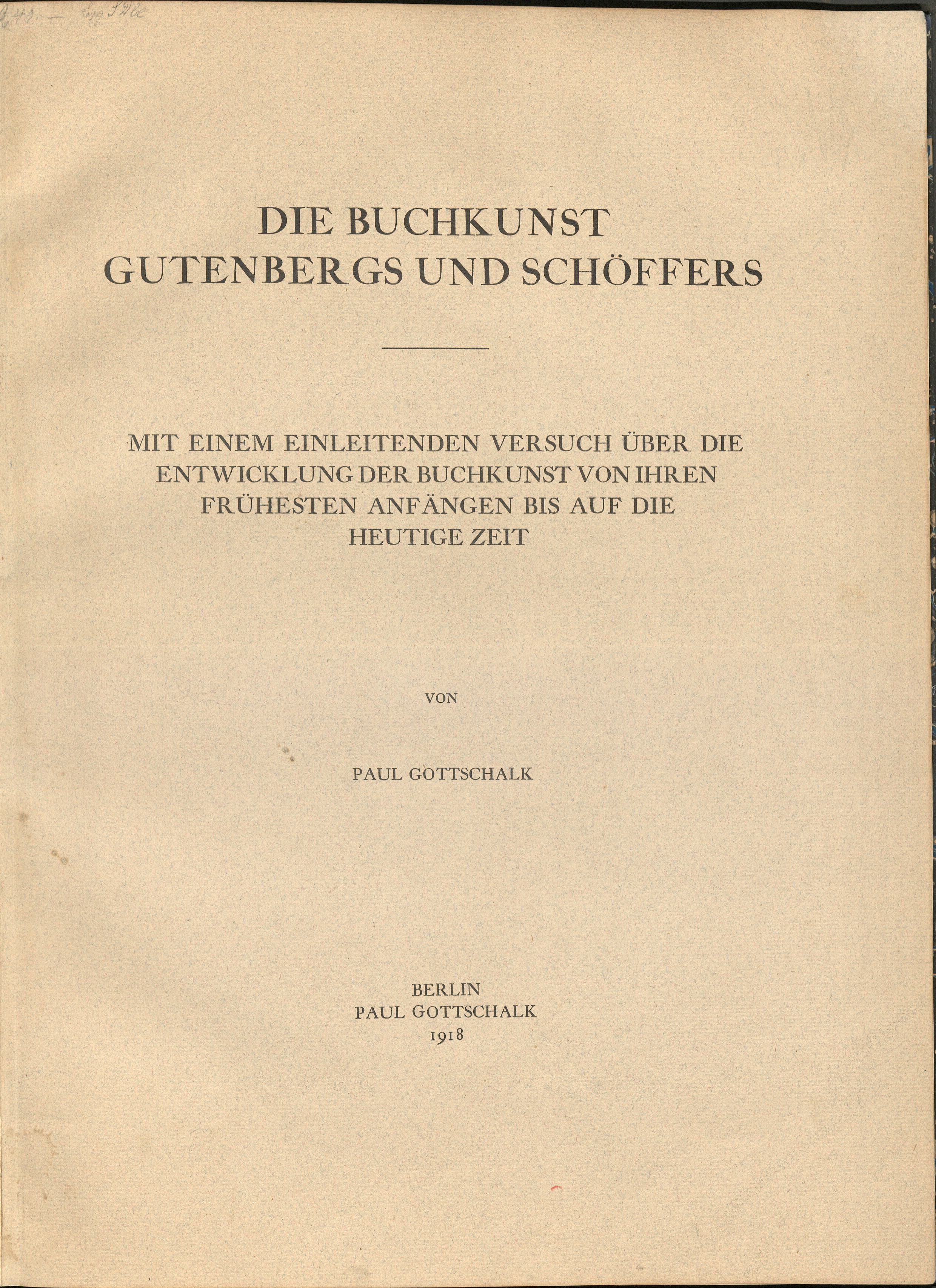
Buchkunst Gutenbergs (1918)

- Die Buchkunst Gutenbergs und Schöffers : mit einem einleitenden Versuch über die Entwicklung der Buchkunst von ihren frühesten Anfängen bis auf die heutige Zeit. Berlin : Gottschalk, 1918
- The earliest diplomatic Documents on America, the papal bulls of 1493 and the treaty of Tordesillas reproduced and translated. With historical introduction and explanatory notes by Paul Gottschalk. Berlin : Paul Gottschalk, 1927
- A Collection of original Manuscripts of the World's greatest Composers. Berlin, 1930
- Memoiren eines Antiquars, in Börsenblatt Vier Teile, Dezember 1965 bis März 1966
  - Memoirs of an Antiquarian Bookseller. Gainville : University of Florida Library, 1967